# Manchester United Football Club 1951-1952
Questa voce raccoglie le informazioni riguardanti il Manchester United Football Club nelle competizioni ufficiali della stagione 1951-1952.

## Maglie e sponsor
| Casa | Trasferta |

## Rosa
| N. |                             | Ruolo | Calciatore          |
| -- | --------------------------- | ----- | ------------------- |
|    | Inghilterra (bandiera)      | P     | Reg Allen           |
|    | Inghilterra (bandiera)      | P     | Jack Crompton       |
|    | Inghilterra (bandiera)      | D     | Roger Byrne         |
|    | Irlanda (bandiera)          | D     | Johnny Carey        |
|    | Inghilterra (bandiera)      | D     | Thomas McNulty      |
|    | Inghilterra (bandiera)      | D     | Billy Redman        |
|    | Irlanda del Nord (bandiera) | C     | Jackie Blanchflower |
|    | Inghilterra (bandiera)      | C     | Allenby Chilton     |
|    | Inghilterra (bandiera)      | C     | Henry Cockburn      |
|    | Inghilterra (bandiera)      | C     | Don Gibson          |
|    | Inghilterra (bandiera)      | C     | Mark Jones          |
|    | Inghilterra (bandiera)      | C     | Billy McGlen        |
|    | Stati Uniti (bandiera)      | C     | Ed McIlvenny        |

| N. |                        | Ruolo | Calciatore     |
| -- | ---------------------- | ----- | -------------- |
|    | Inghilterra (bandiera) | C     | Jeff Whitefoot |
|    | Inghilterra (bandiera) | C     | John Aston     |
|    | Inghilterra (bandiera) | A     | Johnny Berry   |
|    | Inghilterra (bandiera) | A     | Brian Birch    |
|    | Inghilterra (bandiera) | A     | Ernie Bond     |
|    | Inghilterra (bandiera) | A     | Laurie Cassidy |
|    | Inghilterra (bandiera) | A     | Frank Clempson |
|    | Scozia (bandiera)      | A     | John Downie    |
|    | Scozia (bandiera)      | A     | Harry McShane  |
|    | Inghilterra (bandiera) | A     | Stan Pearson   |
|    | Inghilterra (bandiera) | A     | Jack Rowley    |
|    | Inghilterra (bandiera) | A     | John Walton    |